# هيبارين
الهيبارين أو هبارين (بالإنجليزية: Heparin)‏ هو عبارة عن مركب عديد السكر من الجلوكوزأمينوجلايكان، يُستخدم بشكل واسع كمضاد لتخثر الدم. يمتلك جزيء الهيبارين على كثافة سالبية عالية بين كل الجزيئات الحيوية المعروفة. كما يمكن أن يستخدم كمانع للتجلط في العديد من الأدوات المخبرية والطبية مثل أنابيب سحب عينات الدم وآلات غسيل الكلى.
على الرغم من استخدامه بشكل أساسي في الطب كمضاد لتخثر الدم، إلا أن وظيفته الحيوية في جسم الإنسان لا تزل غير واضحة، وذلك لأن تخثر الدم في جسم الإنسان يتحقق بواسطة (كبريتات الهيباران) المستمدة من الخلايا البطانية (بطانة غشائية).
عادة ما يتم تخزين الهيبارين في حويصلات الخلايا الصارية والخلايا القاعدية إحدى خلايا الدم البيضاء.يتم إطلاقه من داخل هذه الخلايا داخل الأوعية الدموية في موقع النسيج المتضرر فقط. و قد اقتُرح أن الوظيفة الأساسية للهيبارين هي الدفاع ضد البكتيريا والأجسام الغريبة في المنطقة المتضررة من النسيج الذي يتم إفرازه فيها، بدلا من اعتبار وظيفته الاساسية مضادا للتخثر. بالإضافة إلى ذالك فقد وجود الهيبارين في عدد واسع من الكائنات الحية.
يُصنف الهيبارين في منظمة الصحة العالمية ضمن قائمة الأدوية الاساسية، تعتبر هذه القائمة من الأدوية الأكثر أهمية في النظام الصحي الاساسي.

## الاستخدام الطبي

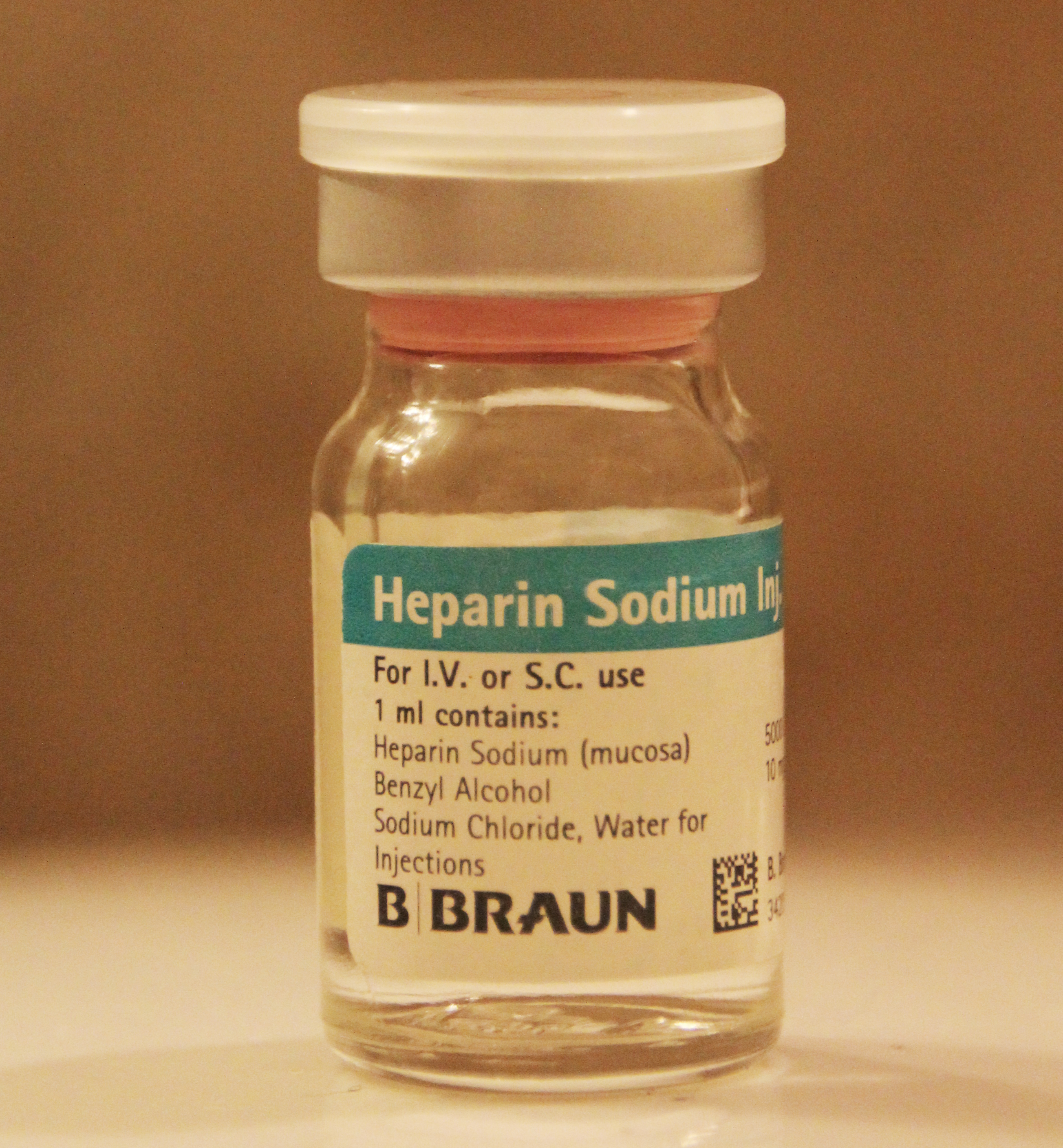
هيبارين الصوديوم معد للحقن

يُستخدم الهيبارين كمضاد للتخثر فيمنع تكوّن أو امتداد الجُلطة الدموية، و لكنه لا يُحلل جلطة دموية قد حدثت بالفعل بعكس أدوية مذيبة الجلطات كالـألتيبليز التي بامكانها إذابة الجلطات.
يستخدم الهيبارين كوقاية لمنع تكون الجلطات في الحالات التالية :
- متلازمة الشريان التاجيّ الحادّة.
- الرَجَفان الأذينيّ (يُفضل إستخدام الوارفارين).
- خُثار الأوردة العميقة.
- ترشيح الدم.

### طريقة الاستخدام

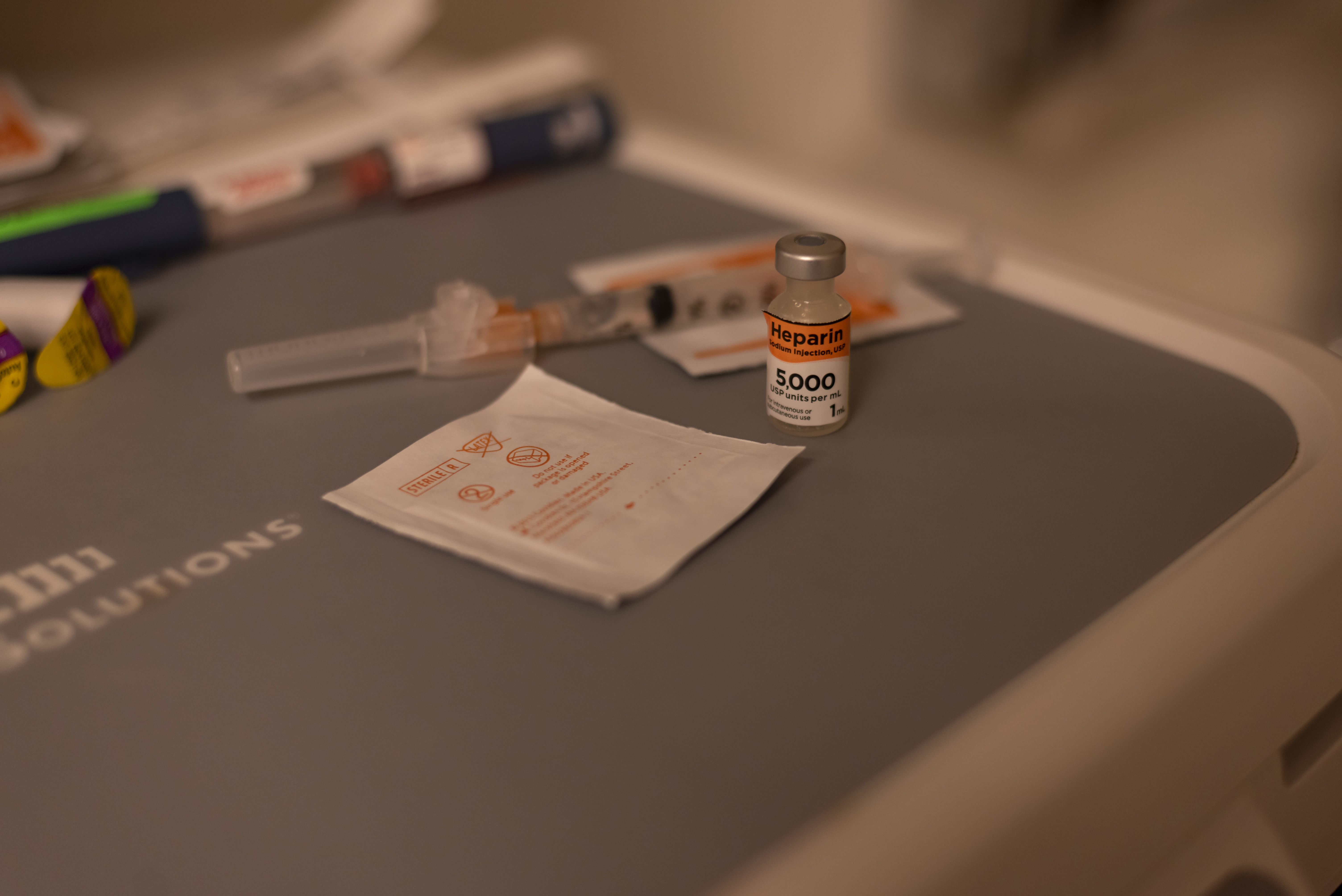
حقنة الهيبارين

يُعطى الهيبارين بالحقن لأنه لا يُمتص من القناة الهضمية بسبب شحنته السالبة العالية وحجمه الكبير. يمكن حقنه عن طريق الوريد أو تحت الجلد؛ ولا يُعطي عصليًا (في العضلات) بسبب احتمالية تكوين أورام دموية. نظرًا لقصر عمر النصف الذي يبلغ حوالي ساعة واحدة، يجب إعطاء الهيبارين بشكل متكرر أو على شكل تسريب مستمر. الهيبارين غير المجزأ له عمر نصف يبلغ حوالي ساعة إلى ساعتين بعد التسريب، بينما يبلغ عمر النصف للهيبارين غير المجزأ من أربع إلى خمس ساعات. يمكن استخدام الهيبارين ذي الوزن الجزيئي الصغير بمعدل جرعة واحدة في اليوم، وبالتالي لا يتطلب التسريب المستمر للدواء. إذا كان من الضروري استخدام مضادات التخثر على المدى الطويل، فغالبًا ما يتم استخدام الوارافين.

### التحلل
يبلغ عمر النصف للهيبارين غير المجزأ حوالي ساعة إلى ساعتين بعد التسريب، في حين أن عمر النصف للهيبارين منخفض الوزن الجزيئي أطول بحوالي أربع مرات. الجرعات المنخفضة من الهيبارين لها عمر نصف أقصر بكثير من الجرعات الأكبر.يبتلع الهيبارين بواسطة الخلايا البلعمية، كما أنه يرتبط بسرعة بخلايا البطانية الوعائية للأوعية الدموية.بالنسبة للجرعات العالية من الهيبارين، فإن ارتباطه بالخلايا البطانية يكون مشبعًا، بحيث يجعل عملية التخلص منه من مجرى الدم بواسطة الكلى عملية بطيئة.

### استخدامات أخرى
- يمكن استخدام الهيبارين كهلام لعلاج الاصابات الرياضية. اذ يتربط الهيستامين ثنائي البروتونات على وجه التحديد بالهيبارين.[15] فاطلاق الهيستامين من الخلايا البدينة في موقع النسيج المتضرر يساهم في الاستجابة الالتهابية. يعمل الهيبارين على تثبيط نشاط الهيستامين، مما يساعد في تقليل الالتهاب.
- يمتلك الهيبارين إمكانية تحفيز عملية تولد الاوعية عندما يرتبط مع ملح النحاس الخاص به.[16][17] بينما الجزيئات الخالية من النحاس لا يمكنها البدء بعملية توليد الاوعية، بالمقابل يمكن للهيبارين أن يمنع هذه العملية إذا تم اعطاؤه مع وجود مركبات ستيرويدية[18]،و هذا التأثير للهيبارين المانع لتولد الاوعية غير مقترن بنشاطه كمضاد للتخثر.[19]

- أنابيب الاختبار تستخدم الهيبارين كمضاد للتخثر. يفضل الهيبارين على ثنائي أمين الايثيلين رباعي حمض الأسيتيك (EDTA) لعدم تأثيره على مستوى الأيونات المتواجدة في العينة. و مع ذلك يمكن لمستوى الكالسيوم أن يقل في الدم إذا كان مستوى الهيبارين في العينة الدموية عالي جدا.[20] كما يمكن للهيبارين أن يتعارض مع بعض المقاييس المناعية في العينة.

- مكساج الدم المغلف بالهيبارين متوفر للاستخدام في آلات القلب والرئة. يُعتقد أن تواجد الهيبارين يمكن أن يحسن التوافق الحيوي عن طريق توفير خصائص مشابهة للبطانة الوعائية.

- يمكن للهيبارين أن يحتل مواقع ارتباط الـ DNA على انزيم البلمرة الخاص بالـ RNA، فيمنع انزيم البلمرة من الارتباط.هذه الخاصية مستثمرة في عدد واسع من الفحوصات الجزيئية الحيوية.

- العلمليات التشخيصية المعروفة تحتاج تفاعل البوليماريز المتسلسل(PCR) لـ DNA المريض، والذي يمكن استخراجه بسهولة من خلايا الدم البيضاء المعالجة بالهيبارين. و هذا يشكل مشكلة محتملة، لان الهيبارين يمكن ان يستخرج جنبا إلى جنب مع الـDNA، كما وجد انه يتعارض مع تفاعل الوليماريز المتسلسل (PCR) على تراكيز منخفضة 0002. وحدة في 50 مايكرولتر.[21]

- يمكن أن يُستخدم الهيبارين المثبت في تنقية البروتين.يمكن استخدام الهيبارين المثبت بثلاثة طرق، الطريقة الأولى هي باستخدام الهيبارين لاختيار عوامل تخثر محددة، أو أنواع أخرى من البروتينات المرتبطة بالهيبارين، بعد ذلك يتم نزع البروتينات المحددة من الهيبارين، عن طريق استخدام تركيزات مختلفة من الملح أو استخدام الميل الملحي.الاستخدام الثاني وهو استخدام الهيبارين ككاتيونات مبادل، وهذا الاستخدام يستفيد من ميزة امتلاك الهيبارين على عدد كبير من مجموعات السلفات الانيونية، تمكنها من التقاط الجزيئات والبروتينات موجبة الشحنة، بمعنى أنها لا تلعب أي دور في التخثر ولا ترتبط بالنيوكليوتيدات. اما الاستخدام الثالث للهيبارين المثَبّت فهو تنقية مجموعة محددة من البروتينات المرتبطة بالـ RNA أو DNA مثل عوامل النسخ أو البروتينات المغلفة بالفيروسات. هذه الطريقة استفادت من ميزة التطابق البنائي للهيبارين مع DNA و RNA.

## الآثار الجانبية
- النزف، يُعتبر خطر النزف من الأثار الجانبية الشائعة للهيباىين. يمكن تقليل هذا الخطر عن طريق اختيار المريض المتلقي بعناية وتجنب إعطائة للأشخاص الذين يُعانون من أمراض أخرى تتداخل مع العلاج بالهيبارين كالأشخاص المصابون بمرض الهيموفيليا،والذين خضعوا لعملية جراحية حديثة في الدماغ أو شبكية العين أو الذين تعرضوا لجلطة نزفية خلال الثلاثة الاسابيع السابقة، أو المصابون بالتهاب الشغاف، كذالك يمكن تقليل خطر النزف عن طريق التحكم الدقيق بالجرعة، والمراقبة الدقيقة لقيم التجلط باستمرار خصوصًا مراقة زمن زمن البروثرومبين الفعال APTT. النساء المسنات والمرضى الذين يعانون من الفشل الكلوي هم أكثر عرضة للنزيف.

- قلّة الصفائح، الذي يسببه تفاعل مناعي. يبدأ الأمر عندما يرتبط الهيبارين على سطح الصفائح الدموية مما يجعلها هدفًا للاستجابة المناعيّة بواسطة أجسام مضادة تتعرف على الهييارين المرتبط بسطح الصفيحة الدموية كجزء غريب، بعد ذالك وبآلية غير معروفة تمامًا يحدث تنشيط وتجمع والتصاق للصفائح الدموية ببعضها يتبعة تحفيز لسلسلة التجلط التي يتوسطها ترسب لخيوط الفيبرين ليتشكل جلطة والتي قد تتسبب بسد للأوعية الدموية،هذا التراكم الغير طبيعي للصفائح الدموية يتسبب بنقص في أعداد الصفائح الوظيفية في الدم وبالتالي يتسبب بقلة الصفائح. من الممكن إرجاع الصفائح إلى وضعها الطبيعي عن طريق إيقاف أخذ الهيبارين أو استخدام الهيبارين ذو الوزن الجزيئي الأقل(LMWH).

- ارتفاع إنزيم ناقل الامين في الدم، والذي تم الإبلاغ عنه في 80% من الأشخاص الذين يتعاطو الهيبارين، هذه الحالة غير الطبيعية لا ترتبط بفشل الكبد الذي يكون فيه ارتفاع إنزيم ناقل الأمين من العلامات الشائعة.

- ارتفاع بوتاسيوم الدم والتي تحدث عند 5%-10% من المرضى. تحدث نتيجة تثبيط هرمون الدوستيرون. ارتفاع نسبة البوتاسيوم في الدم ممكن أن تظهر خلال أيام قليلة بعد البدء بالعلاج.

- ومن الآثارة الأخرى النادرة تخلخل العظام تحدث نتيجة تحفيز الهيبارين الخلايا الهادمة للعظم. الهيبارين كالعديد من الادوية، الجرعة المفرطة منه قد تكون قاتلة.في أيلول 2006 تلقى الهيبارين دعاية في جميع أنحاء العالم بعدما توفى ثلاثة أطفال رُضّع بسبب جرعة زائدة من الهيبارين في مستشفى انديانابوليس.[22]

### التِرياق لجرعة الهيبارين الزائدة
في حالة تسببت الجرعة الزائدة من الهيبارين بنزيف يمكن
استخدام سلفات البروتامين لعكس عمل الهيبارين تُعطى بمقدار مليجرام لكل 100 وحدة من الهيبارين.تحمل سلفات البروتامين شحنة موجبة تُمكّنها من الارتباط على الهيباربن الذي يحمل شحنة سالبة وبالتالي معادلته. تعطى خلال 4 ساعات الأولى من جرعة الهيبراين الزائدة.

## آلية العمل
الهيبارين سواءً الغير مجزأ أو ذو الوزن الجزيئي الأقل LMWH (انوكسابرين، دالتيبارين، تينزابرين) كلاهما يعملان على منع تكون الجلطة عن طريق ارتباطهما بمضاد الثرومبين 3(antithrombin III)، الذي بدوره يصبح أكثر نشاطًا على تحطيم عوامل التخثر وبالتالي يحد من تكون الجلطة. يعمل مضاد الثرومبين المفعَل بواسطة الهيبارين على تكسير عوامل التخثر أهمها عامل التخثر العاشر الذي يُحفز تحول البروثرومبين إلى ثرومبين الذي بدوره  يحفز تحول الفيبرينوجين إلى فيبرين المكون الرئيسي للجلطة.
يرتبط مضاد الثرومبين بتسلسل محدد من السكر الخماسي المكبرت الموجود في مبلمر الهيبارين.

التغيّر الناتج في تركيبة مضاد الثرومبين بسبب ارتباطه بالهيبارين يحفّز تثبيطه للعامل(Xa). لكي يتم تثبيط عمل الثرومبين، لا بدّ وأن يرتبط ايضاً بمبلمر الهيبارين في موقع قريب من السكر الخماسي. تساهم الكثافة الشحنيّة السالبة العالية للهيبارين في الرابطة الكهربيّة القوية مع الثرومبين.كما يؤدي تكوين المعقّد الثلاثي بين مضاد الثرومبين، و الثرومبين، و الهيبارين، إلى تنشيط الثرومبين، لهذا السبب نشاط الهيبارين يعتمد على الحجم. و لتكوين فعّال للمعقد الثلاثي نحتاج إلى 18 وحدة سكريّة. في المقابل مضاد العامل (Xa) يحتاج فقط إلى موقع الارتباط من السكر الخماسي.

Chemical structure of فوندابارينوكس

هذا الاختلاف في الحجم أدّى إلى ظهور الانواع المختلفة من الهيبارين ذو الكتلة المولية المنخفضة ومؤخرا ظهور (fondaparinux)، كمضادات تخثّر صيدلانية.
و تعمل مضادات التخثر هذه (أنواع الهيبارين ذو الكتل المولية المنخفضة بالإضافة إلى (fondaparinux)) باستهداف نشاط مضاد العامل (Xa) بدلاً من مضاد الثرومبين، بهدف تيسير تنظيم للتخثر أكثر اتقانا وتحسين المنسب العلاجي. كما تم ملاحظة انخفاض خطر الإصابة بتخلخل العظام وقلة الصفيحات–المحفّز بالهيبارين- باستخدامها. بالإضافة إلى أن مراقبة زمن الثرومبوبلاستين الجزئي المفعّل غير ضروري ولا يعكس التأثير المضاد للتخثر لأنه لا يتأثر بالتغيرات في العامل (Xa).
Fondaparinux هو سكر خماسي مصنّع، يمتلك بناء كيميائي مشابه لتسلسل السكر الخماسي الذي يرتبط به مضاد الثرومبين، و الذي يوجد في مبلمر الهيبارين وكبريت الهيباران.
الصورة في الاسفل توضح التركيب الكيميائي ل fondaparinux:
1-التركيب البنائي للفوندابارينوكس
دانابارويد (danaparoid) و هو خليط من سلفات الهيباران، سلفات الديرماتان، وسلفات الكوندروتين، يمكن استخدامه كمضاد للتخثر في المرضى الذين يصابون بقلة الصفيحات –المحفّز بالهيبارين-. لأنه لا يحتوي على الهيبارين أو أجزاء الهيبارين، ولوحظ أن التفاعلية المتصالبة للدانابرويد مع الأجسام المضادة المحفزة بالهيبارين اقل من 10%.
تأثير الهيبارين غالبا ما يُقاس في المختبر عن طريق قياس زمن الثرومبوبلاستين الجزئي وهو إحدى طرق قياس الزمن اللازم لتحول الدم إلى خثرة.
لا يجدر بنا الخلط بين زمن الثرومبوبلاستين الجزئي، وزمن البروثرومبين الذي يقيس زمن تخثر الدم بطرق أخرى مختلفة لتجلط الدم.
الهيبارين يحفّز مضاد الثرومبين 3 (antithrompin 3)، و يعادل سيرين بروتياز النشط (activated serien protease coagulation factors). ["

## التركيب

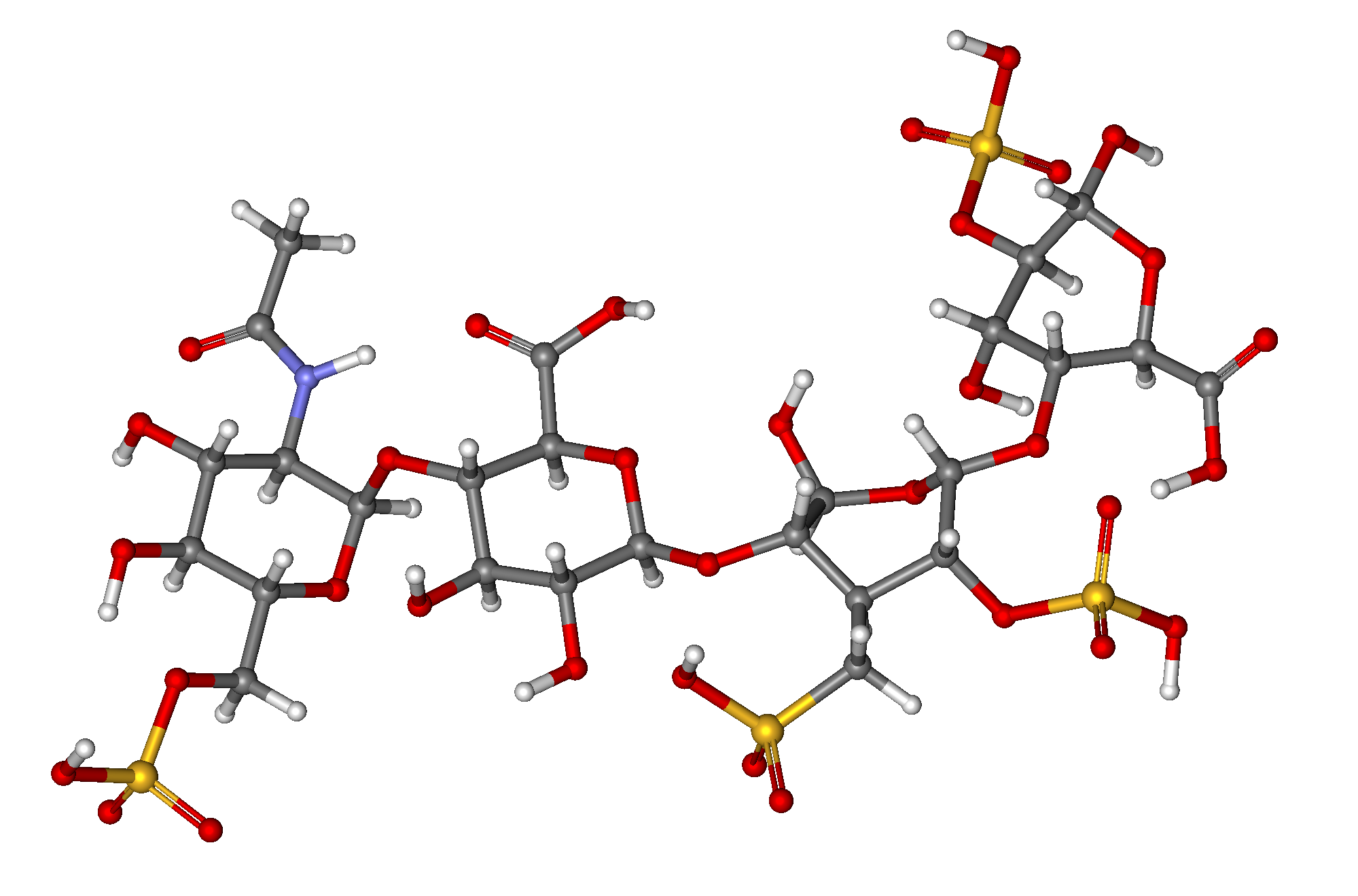
نموذج الكرة والعصا of heparin

الهيبارين الأصلي، هو مبلمر كتلته المولية تتراوح بين 3-30 كيلودالتون، بالرغم أن معظم الهيبارين التجاري ذو كتلة مولية تتراوح بين 12-15 كيلودالتون. و ينتمي إلى إحدى عائلات الكاربوهايدرات وهي جلوكوزامينوجايكان (glucosaminoglycan) (و الذي تحتوي جزيء مرتبط بالهيبارين وهو هيباران سلفات ((heparin sulphate)، و يحتوي على وحدات مختلفة مكررة من السكريات الثنائية المكبرتة.
وحدات الهيبارين الأساسية الموضحة في الأسفل
و من أهم وحدات السكر الثنائي المكونة للهيبارين تتكون من (2-O-sulfated iduronic|Iduronic acid|iduronic acid)(6-O-sulfated, N-sulfated glucosamine). على سبيل المثال، هذا يكوّن 85% من الهيبارين من رئة البقر و 75% من اغشية أمعاء الخنازير.
السكريات الثنائية النادرة غير موضّحة في الأسفل التي تتكون من (3-O-sulfated glucoseamine (GLcNS(3S,6S)) أو مجموعة الأمين الحرّة (GLcNH+). تحت الظروف الفسيولوجية يزال بروتون من كل من المجموعات الكيميائية:الاستر وكبريتات الاميد، فتجذب الايونات الموجبة الأيونات التي تخالفها بالشحنة، مما يؤدي إلى تكوين أملاح الهيبارين.و عادةً ما يتم إعطاء الهيبارين على شكل أملاح.
وحدة واحدة من الهيبارين (the Howell unit) هي كمية تقريبا تكافيء.002مغ من الهيبارين النقي، وهذه هي الكمية اللازمة لابقاء 1 مل من دم قطة سائل (غير متخثر) لمدة 24 ساعة على درجة حرارة صفر سيليسيوس.

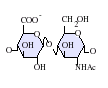
GlcA-GlcNAc
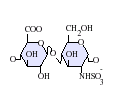
GlcA-GlcNS
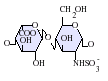
IdoA-GlcNS
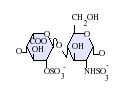
IdoA(2S)-GlcNS
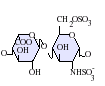
IdoA-GlcNS(6S)
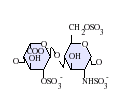
IdoA(2S)-GlcNS(6S)

### اختصارات
- GlcA = β-D-glucuronic acid
- IdoA = α-L-[[[:en:Iduronic acid|iduronic|Iduronic acid|iduronic]]|iduronic|Iduronic acid|iduronic acid]]
- IdoA(2S) = 2-O-sulfo-α-L-iduronic|Iduronic acid|iduronic acid
- GlcNAc = 2-deoxy-2-acetamido-α-D-glucopyranosyl
- GlcNS = 2-deoxy-2-sulfamido-α-D-glucopyranosyl
- GlcNS(6S) = 2-deoxy-2-sulfamido-α-D-glucopyranosyl-6-O-sulfate

### التركيب البنائي ثلاثي الابعاد
يعتبر البناء ثلاثي الابعاد للهيبارين بناءا معقدا، لان حمض الايدورونك عندما يكون موضوعا داخل جزيء قليل السكريات، يمكن أن يوجد بأحد الشكلين منخفضيّ الطاقة. و انتقاله بين الشكلين (في عملية الاتزان) تتأثر بحالة الكبرتة في سكريات الجلوكوزأمين المجاورة. و مع ذلك، محلول الهيبارين ذو سكريات الإثني عشر (dodecasaccharide)، تتألف فقط من ستة GlcNS(6S)-IdoA(2S)-idoA(2S) وحدات متكررة، تم تحديدها باستخدام كل من طيف الرنين المغناطيسي النووي (NMR) و تقنيات النمذجة الجزيئية. تم وضع نموذجين، احدهما فيه كل IdoA(2S) على شكل2S0(كما في a و b في الأسفل)، و الآخر بحيث يكونوا بشكل 1C4(كما في c و d في الأسفل)، على الرغم من ذلك لا يوجد دليل يرجح أن التغيرات بين هذه الاشكال تحدث بطريقة متضافرة. هذه النماذج تطابق بنك معلومات البروتين 1HPN
	A= كل IdoA(2S) بشكل 2S0
	B= نفس أ لكن يملؤ فراغاته قوى لندن نصف قطر فان دير فالس
	C= كل IdoA بشكل 1C4
	D= نفس ج ويملؤ الفراغات فيه قوى لندن نصف قطر فان دير فالس
في هذه النماذج، يتبنى الهيبارين الشكل الحلزوني، دورانه يجعل أماكن تجمع مجموعات الكبريت على مسافات منتظمة تبعد 17 انغستروم عن بعضها على كل طرف من المحاور الحلزونية

### التصنيع
يُستمد الهيبارين ذو الدرجة الصيدلانية من الأنسجة المخاطية من لحوم الحيوانات المذبوحة مثل : أمعاء الخنزير أو رئة البقر (المواشي). و لقد تم في عام 2003 و 2008 تقدم لإنتاج الهيبارين المصنّع. وفي عام 2011 ذُكرت عملية كيميائية-إنزيمية لتصنيع الهيبارين ذي الكتلة المولية المنخفضة، من ثنائيات السكريات البسيطة.

### التاريخ
يُعتبر الهيبارين من اقدم الأدوية المستخدمة سريريا على نطاق واسع حاليا. سبق اكتشاف الهيبارين إنشاء منظمة الغذاء والدواء للولايات المتحدة، فقد تم اكتشافه عام 1916، و على الرغم من ذلك لم يتم ادخاله التجارب السريرية حتى العام 1935. و قد تم من الأصل عزله من خلايا كبد نابيّة، لذلك سمي هيبارين اقتباسا من الكلمة اليونانية (hepar) بمعنى الكبد. و يُنسب اكتشاف الهيبارين إلى النشاط البحثي لكلَ من جي مكلين وويليام هينري هويل (Jay McLean and William Henry Howell) في عام 1916.
في عام 1916 كان هناك طالب في السنة الثانية من الطب في جامعة جون هوبكينس، كان يعمل تحت توجيهات تحضيرات التَحقق من طليعة التخثر الخاصة ب Howell، عندما توصل إلى عزل فوسفاتيد مضاد لتتخثّر ذائب بالدهن، من خلايا الكبد النابيّة. و في عام 1918 سمى Howell هذا النوع من مضادات التخثر الذائبة في الدهن (هيبارين)، ثم في بداية العشرينات من القرن العشرين توصل Howell إلى عزل مضاد للتخثّر متعدد السكريات ذائب في الماء والذي سميّ أيضا (هيبارين)، على الرغم من تمييزه عن تحضيرات الفوسفاتيد المعزولة مسبقا. لربما كان لعَمَل McLean كجراح الأثر في تغيير وجهة تركيز مجموعة HoWell للبحث عن مضادات التخثر، و ذلك أدى إلى اكتشاف عديد السكريات.
في بداية الثلاثينيات من القرن العشرين، العديد من الباحثين اللذين عملوا على الهيبارين.
في عام 1935 نشر اريك جوربس (ْErik Jorpes) فيkarolinskaInstitutet، بحثه حول تركيب الهيبارين، مما مكّن الشركة السويدية vitrum ABمن اطلاق المُنتَج الأول من الهيبارين للحَقن الوريدي في عام 1936.
بين العامين 1933و 1936 إحدى مختبرات البحث الطبية في جامعة تورنوتو يدعى (Connaught) طوّر طريقة لإنتاج هيبارين آمن وغير سام ليتم اعطاءه للمريض في محلول ملحيّ. أول تجربة لهذا الهيبارين على الإنسان ابتدأت في ايار من العام 1935، وبحلول عام 1937، كان واضحا أن الهيبارين الذي ابتكره Connaught كان آمنا، متاحا ويمكن توفيره بسهولة، بالإضافة الا أنه كان فعّالا كمضاد للتخثر. و الجدير بالذكر أن الهيبارين قبيل العام 1933 كان متواجد بكميات قليلة، وكان سامّاً وغالي الثمن، نتيجة لذلك كان بلا قيمة طبيّة آنذاك.
و قد فشلت محاولة ترشيح McLean إلى جائزة نوبل بعد وفاته.

### فرص تطور ادوية Novel
كما هو موضح في الجدول أدناه، الإمكانية الكبيرة للمركبات الشبيهة ببنية الهيبارين الكيميائية لاستخدامها في علاج الكثير من الامراض، بالإضافة إلى استخدامهم الحالي كمضادات تخثر.
| المرض المستجيب للهيبارين             | تأثير الهيبارين على نماذج التجارب                                                                            | الحالة السريرية                            |
| ------------------------------------ | --- | ------------------------------------------ |
| متلازمة نقص المناعة المكتسبة         | يقلل قابيلة الفايروسات النوع 1 و 2 التي - تسبب نقص المناعة عند الانسان- من الامتزاز إلى خلايا الT4 المزروعة. | -                                          |
| متلازمة الضائقة التنفسية في البالغين | يقلل تنشيط وتجمع الخلايا في مجاري الهواء، يعادل مخرجات الخلايا السامة ويحسن عمل الرئة في نماذج الحيوانات     | تجارب سريرية مسيطر عليها                   |
| التهاب الدماغ التحسسي                | فعال في نماذج الحيوانات                                                                                      | -                                          |
| التهاب الانف التحسسي                 | المفعول كما في متلازمة الضائقة التنفسية في البالغين                                                          | تجارب سريرية مسيطر عليها                   |
| التهاب المفاصل                       | يمنع تجمع الخلايا، وتحطم الكولاجين وتولد الاوعية.                                                            | تقارير سردية                               |
| الربو                                | كما في متلازمة الضائقة التنفسية في البالغين، ويعمل على تحسين عمل الرئة في نماذج التجربة                      | تجارب سريرية مسيطر عليها                   |
| السرطان                              | يمنع نمو الورم، ويمنع انتقاله وتولد الاوعية، مما يزيد وقت بقاء نماذج الحيوانات حية                           | العديد من التقارير السردية للحالات الفردية |
| فرط التحسس الآجل                     | فعال في نماذج الحيوانات                                                                                      | -                                          |
| داء الامعاء الالتهابي                | يمنع انتقال الخلايا الالتهابية. لا يوجد نماذج محددة                                                          | تجارب سريرية مسيطر عليها                   |
| التهاب عنق المثانة                   | فعال في النماذج البشرية المصابة بالتهاب عنق المثانة                                                          | تستخدم سريريا، حاليا.                      |
| رفض الجسم لزراعة عضو                 | بقاء العضو المزروع مدة طويلة في نماذج الحيوانات                                                              | -                                          |

(-) تعني لا يوجد معلومة متاحة
كنتيجة لفاعلية الهيبارين في امراض متعددة، عدد من الادوية قيد التطور تمتلك بناء جزيئي مشابه أو مطابق للبناء الموجود في مبلمر الهيبارين.
| جزيء الدواء                                                                      | مفعول الدواء الجديد مقارنة بالهيبارين                                   | النشاط البيولوجي                             |
| -------------------------------------------------------------------------------- | ----------------------------------------------------------------------- | -------------------------------------------- |
| هيبارين رباعي السكريات (heparin tetrasaccharide)                                 | غير مضاد للتخثر، غيرمستمنع، فعال عن طريق الفم                           | مضاد للتحسس                                  |
| بينتوز بولي سلفات (pentose polysulphate)                                         | مستمد من النبات، نشاطه كمضاد تخثر ضعيف، مضاد التهاب، فعال عن طريق الفم. | مضاد للالتهاب، مضاد تلاصق، مضاد نقيلي،       |
| فوسفومانوبينتوز سلفات (phosphomannopentosesulphate)                              | مثبط فعال للهيبارانيز (heparanase)                                      | مضاد نقيلي، مانع للتولد الاوعية، مضاد التهاب |
| ديسالفيتيد هيبارين مختار كيميائيا(selectievely chemically O-desulphated heparin) | لا يمتلك نشاط مضاد للتخثر                                               | مضاد التهاب، مضاد حساسية، مضاد التصاق        |

## تقنيات ازالة البلمرة
تنقسم طرق إزالة البلمرة إلى قسمين، إما انزيمية أو كيميائية أو خليط منهما، تكمن وراءها الغالبية العظمى من التحليلات التي تم تنفيذها على بُنية ووظيفة كل من الهيبارين والهيباران سلفات (heparansulphate). HS

### الانزيمية
تكون الانزيمات التي تستخدم عادةً لهضم الهيبارين أو الهيباران سلفات، تنتج بشكل طبيعي من بكتيريا التربة Pedopacterheparinusو سميت سابقا (flavobacteriumheparinum). تمتلك هذه البكتيريا قابلية استخدام هيبارين أو هيباران سلفات كمصدر وحيد للكربون والنيتروجين. و حتى تتمكن من ذلك تعمل على إنتاج عدد من الانزيمات مثل انزيمات التحليل(layese)، جلوكورونيداز (glucuronidase)، و سالفواستيريز (sulfoesterase) و سالفاميديز (sulphamidase).. تستخدم انزيمات التحليل (layeses)، لدراسة الهيبارين والهيباران سلفات. و تنتج هذه البكتيريا ثلاثة أنواع منها، الهيبارينيز 1 و 2 و 3 (heparinases 1,2,3)، لكلّ منهم ركيزة ((substrateمعينة كما هو موضح 
| انزيمات الهيبارينيز (heparinase) | الركيزة المخصصة                            |
| -------------------------------- | ------------------------------------------ |
| هيبارينيز 1                      | GLcNS(±6S)-IdoA(2S)                        |
| هيبارينيز 2                      | GLcNS/Ac(±6S)-IdoA(±2S) GLcNS/Ac(±6S)-GlcA |
| هيبارينيز 3                      | GlcNS/Ac(±6S)-GlcA/IdoA (مع تفضيل GlcA)    |

UA(2S)-GlcNS(6S)

هذه الانزيمات layses تقسم الهيبارين والهيباران سلفات بطريقة ازالة البيتا (beta elimination mechanism). هذه الطريقة تؤدي إلى تكوين روابط ثنائية بين الكربونة رقم 4 و الكربونة رقم 5 من متبقي اليورونات (urinate residue). هذه الرابطة الثنائية في اليورونات تسمى UAΔ أو UA، و هي رابطة-حاملة للون- حساسة للاشعة الفوق بنفسجية (قيمة الامتصاص العظمى على 232 نانوميتر)، و تسمح لانزيمات الهضم كي تتبع بعملها، كما انها توفر طريقة مناسبة للتحري عن الأجزاء الناتجة عن عملية الهضم التي تقوم بها الانزيمات.

### الكيميائة
يمكن استخدام حمض النيتروز (nitrous acid) كمزيل كيميائي لبلمرة كل من الهيبارين والهيباران سلفات. و يمكن استخدامه على (درجة حموضة) PH= 1.5 أو على PH(درجة حوضة) = 4، تحت كلا الظرفين الكيميائيين، يؤثر حمض النيتروز على نزع الأمين من السلسلة.
على الPH (4) 'العالي' و ال PH (1.5) 'المنخفض' يمكن لإزالة الامين أن تحدث بين GlcNS-GlcA و GLcNS-IdoA،وإنْ يكن بمعدل أبطأ على الPH العالي. التفاعل المزيل للأمين وانشقاق السلسلة تحدث بغض النظر عن الكبرتة المؤكسدة (O-sulfation) التي تُنقل بواسطة السكريات الوحيدة.على الPH المنخفض، تؤدي ازالة الامين إلى اطلاق ال SO4 غير العضوي، وتحويل ال GlcNNs إلى المانوز منزوع الماء ((aMan. علاج حمض النيتروز ذو PH المنخفض يُعد طريقة ممتازة لتفريق متعدد السكريات المكبرتة (N-sulfated) مثل الهيبارين والهيباران سلفات، عن متعدد السكريات الغير مكبرت (non N-sulfated) مثل الكوندرويتن المكبرت (chondroitin sulfate) و الديرماتان المكبرت (dermatan sulfate)، و الديرماتان المكبرت والكونرتوين المكبرت لا يتأثران بالانشقاق الذي يفعله حمض النيتروز.